# Zelleria stylograpta
Zelleria stylograpta is een vlinder uit de familie van de stippelmotten (Yponomeutidae). De wetenschappelijke naam werd in 1907 geldig gepubliceerd door Edward Meyrick.